# Micrathena pupa
Micrathena pupa là một loài nhện trong họ Araneidae.
Loài này thuộc chi Micrathena. Micrathena pupa được Eugène Simon miêu tả năm 1897.